# Fort-12手槍
Fort-12 （烏克蘭語：Пістолет ФОРТ-12）是一款由烏克蘭槍械製造商RPC Fort在1990年代末期研製及生產的半自動手槍。

## 歷史
研製一款新的手槍可以說是烏克蘭獨立後的一個新嘗試，目的是以圖取代蘇聯時代老舊的馬卡洛夫手槍。
為了達到這個目的，當時的烏克蘭國有工廠Fort從捷克烏爾斯基·布羅德國營兵工廠（曾生產CZ 75手槍、vz. 61蠍式衝鋒槍、vz. 58突擊步槍的一間捷克槍械製造商）購入了製作手槍用的機械，並於1990年代末期研製出他們第一款手槍，是為Fort-12。

## 採用
目前，Fort-12被烏克蘭多個執法部門所使用，包括警察、特警隊、軍隊及內政部等，更在俄羅斯本土生產。
俄羅斯（部份是繼承自克里米亞共和國的舊金鵰特種部隊）及烏茲別克也有採用。Fort-12有向民間市場發售，不過民用型只能發射如橡膠彈或催淚彈等非致命彈藥。

## 獎勵
現今的烏克蘭於1995年制定了一項名為「特製槍枝」獎的獎項，是專門頒發給保護國土有功的軍官。較特別的是，其頒發的並非勳章或勳帶，而是一把特製化（刻了姓名及特殊雕花）的Fort-12手槍。

## 仿製
Fort-12在俄羅斯當地大量生產並命名為「Groza-02」（Гроза-02），但主要部件都是從烏克蘭進口。2014年烏克蘭危機後，烏克蘭政府宣佈禁止國內企業向俄羅斯出口所有武器和戰略物資。

## 設計
Fort-12是一款採用槍管短行程後座作用運作的單／雙動式手槍，其底把及滑套是以鋼鐵製成。
手動保險設在滑套左方，它能夠有效地鎖上擊鎚以防止走火。
早期的Fort-12被指是不太可靠，但現在生產的型號就完全解決了這些問題，而且它亦比起馬卡洛夫手槍有著更好的人體工學設計，更大的彈匣容量和更優秀的精度。
Fort-12唯一比較顯眼的缺陷就是缺乏一個安全的退彈系統。

## 使用國

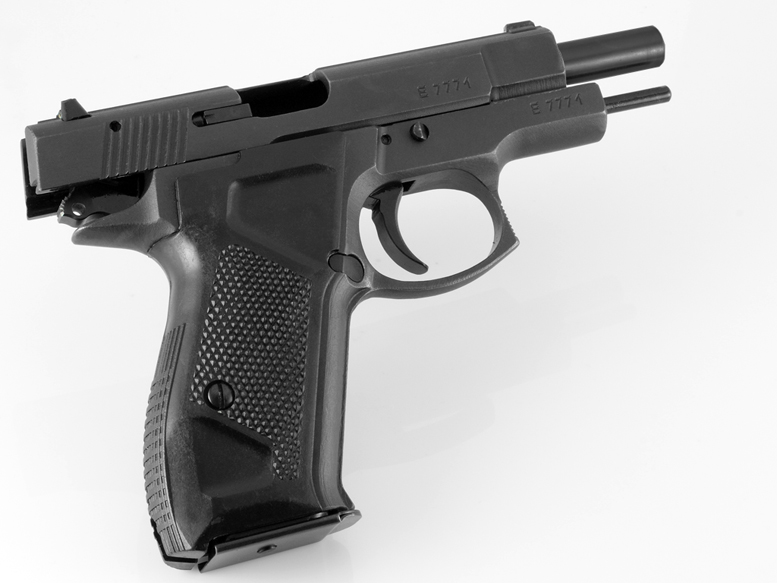
Fort-12

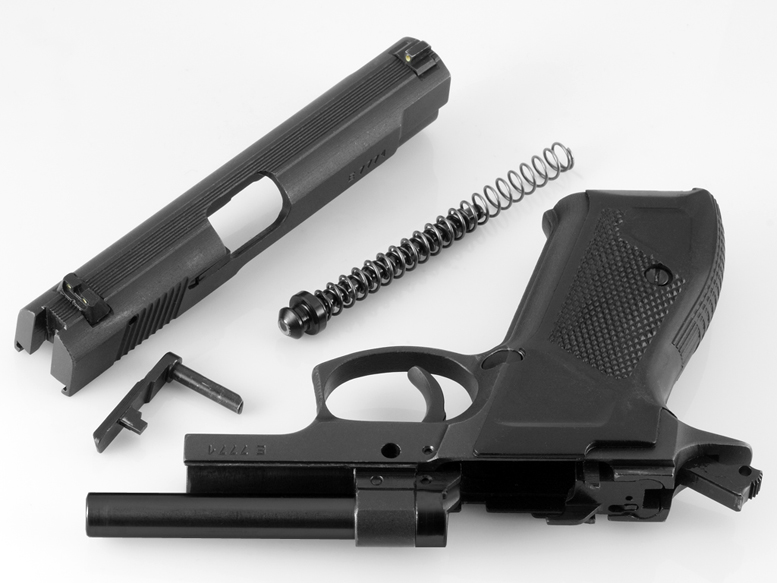
不完全分解的Fort-12

- 白俄羅斯
- 俄羅斯
  - 俄羅斯聯邦國家近衛軍
- 乌克兰
  - 烏克蘭內務部
  - 烏克蘭國家警察
  - 烏克蘭安全局
  - 烏克蘭國家邊防部隊（英语：State Border Guard Service of Ukraine）
- [9]

## 外部連結
- 現代槍械 - Fort 12手槍